# Караклау (Бакау)
Караклау (рум. Caraclău) насеље је у Румунији у округу Бакау у општини Барсанешти. Oпштина се налази на надморској висини од 276 m.

## Становништво
Према подацима из 2002. године у насељу је живело 1247 становника, од којих су сви румунске националности.